# Over (Seevetal)
Over ist ein Ort der Gemeinde Seevetal im Landkreis Harburg in Niedersachsen mit 1319 Einwohnern (Stand November 2022).

## Lage

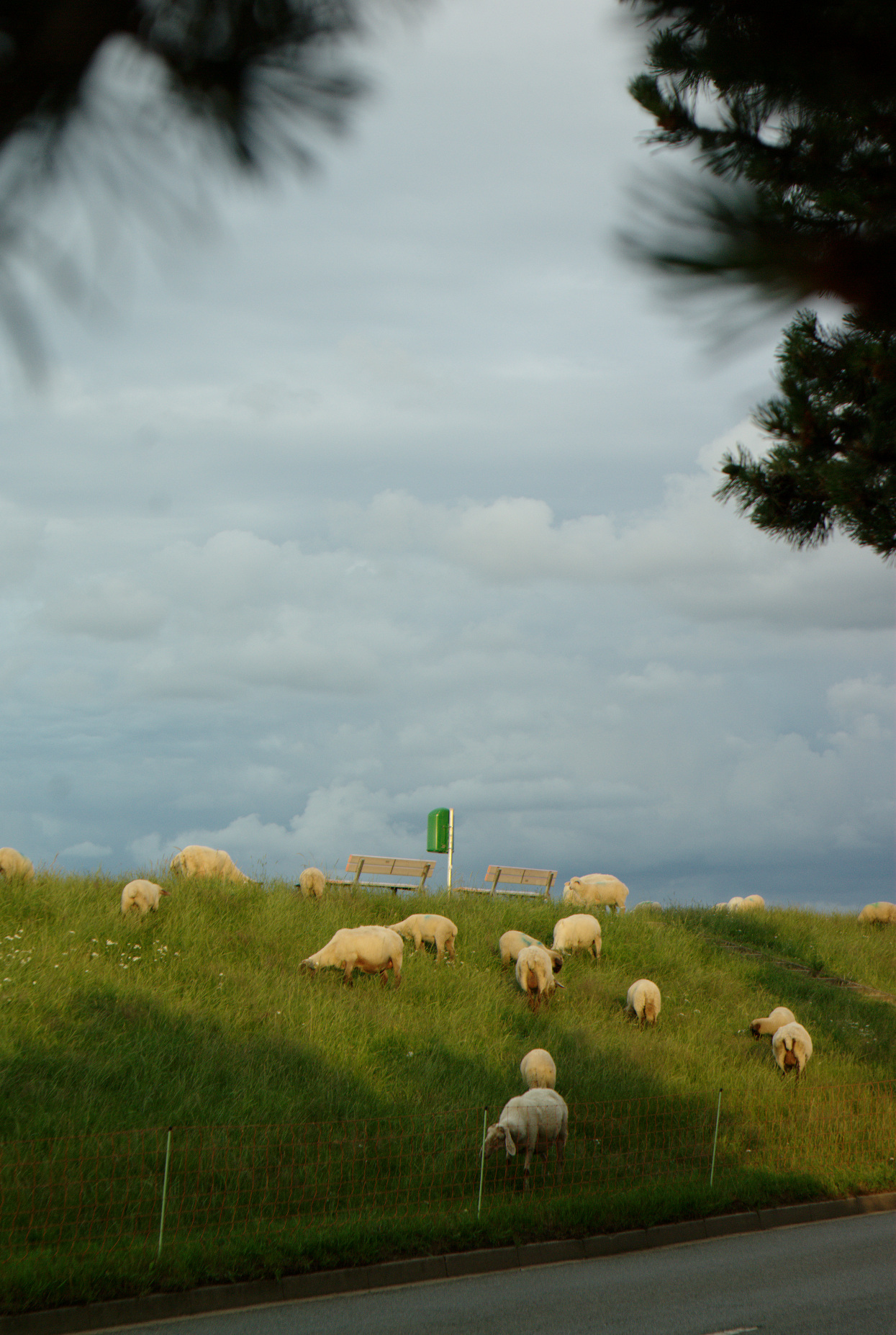
Der Elbdeich in Over

Der Ort liegt im Nordosten von Seevetal an der Elbe. In Over mündet die Seeve in die Elbe. Nordwestlich von Over liegt Bullenhausen und im Südwesten befindet sich der Ort Rosenweide.

## Geschichte
Mit dem Groß-Hamburg-Gesetz verlor Over 1937 seinen rechts der Elbe gelegenen Gemeindeteil Overhaken.
Over wurde zusammen mit 18 weiteren Gemeinden am 1. Juli 1972 zur Gemeinde Seevetal zusammengeschlossen.

## Politik
Der Ortsrat, der die Seevetaler Ortsteile Over, Bullenhausen und Groß-Moor gemeinsam vertritt, setzt sich aus elf Mitgliedern zusammen. Die Ratsmitglieder werden durch eine Kommunalwahl für jeweils fünf Jahre gewählt.
Bei der Kommunalwahl 2021 ergab sich folgende Sitzverteilung:
| Ortsrat 2021Insgesamt 11 Sitze - Grüne: 3 - Unabh.: 1 - FWG: 1 - CDU: 5 - AfD: 1 | Ortsratswahl 2021Wahlbeteiligung: 59,59 % 50403020100 48,2 %31,4 %9,11 %6,3 %5,1 % CDUGrüneFWGcUnabh.dAfDAnmerkungen:c Freie-Wähler-Gemeinschaft Landkreis Harburg e. V.d Einzelbewerber Sebastian Nebauer |

## Sehenswertes
- Die Untere Seeveniederung zwischen Hörsten und Over steht unter Naturschutz. Auf Over Gebiet befindet sich das Gewässer Over Brack. Hier finden sich auch mehrere sehr große Silberweiden und einige uralte Weißdornhecken.
- Hallenbad

In dem Ort gibt es zudem eine Friedhofskapelle, welche zur Kirchengemeinde Meckelfeld gehört.

## Vereine und Veranstaltungen
Es gibt in Over einen
- Sportverein TSV Over-Bullenhausen (gegr.:1931), der Tennis, Schwimmen und Fußball zu seinen Hauptaktivitäten zählt.
- Schützenverein
- Freiwillige Feuerwehr Over-Bullenhausen mit Spielmannszug[4]